# Rood klauwwier
Rood klauwwier (Cystoclonium purpureum) is een roodwier uit de klasse Florideophyceae. De wetenschappelijke naam van de soort werd voor het eerst in 1762 geldig gepubliceerd door W. Hudson als Fucus purpureus.

## Kenmerken
Rood klauwwier wordt circa 30 cm tot maximaal 60 cm hoog. Deze roodwier is een beetje dof paarsrood van kleur; op plaatsen met veel zonlicht kan het aan de uiteinden geelgroen kleuren. Rood klauwwier heeft een of enkele ronde stelen waar afwisselend zijtakken aanzitten. Naar het eind toe worden de stelen en zijtakken steeds dunner, en aan het laatste deel bevinden zeer veel kleine zijtakjes die steeds korter worden naarmate de top van de grotere tak dichterbij komt. Hierdoor krijgt deze plant een pluimachtig uiterlijk. De naam "klauwwier" komt van het feit dat sommige takjes een soort haakjes hebben waarmee ze zich aan een ander voorwerp of andere tak kunnen vastgrijpen.
Deze eenjarige roodwieren groeien in de lente en in de zomer. In de nazomer zijn gezwollen voortplantingsorganen te vinden.

## Verspreiding en leefgebied
Rood klauwwier komt voor aan beide zijden van de Noordelijke Atlantische Oceaan, inclusief IJsland. Het groeit op stenen, schelpen en grote wiersoorten, van laag in het intertijdengebied en in het sublittoraal. 